# Station Lubliniec
Station Lubliniec is een spoorwegstation in de Poolse plaats Lubliniec.